# Ya Know?
"...Ya Know?" é o segundo álbum-solo de Joey Ramone. Trata-se de um álbum póstumo. Foi lançado no dia 22 de maio de 2012, onze anos após a morte de Joey. O álbum contou com a produção de Ed Stasium e Jean Beauvoir, produtor musical e baixista dos Plasmatics, respectivamente, que já haviam trabalhado anteriormente com os Ramones. Somado a isso, o álbum conta com a presença de Joan Jett, Steven Van Zandt, Richie Ramone, dos membros da banda Cheap Trick, dos The Dictators, e também do próprio irmão de Joey, o guitarrista Mickey Leigh.
Inicialmente, anunciaram que o álbum viria com 17 músicas. Porém, tiveram que cortar duas faixas, finalizando o álbum com apenas 15. Duas faixas do álbum, "Merry Christmas (I Don't Want to Fight Tonight)" e "Life's a Gas", são regravações de músicas gravadas originalmente pelos Ramones.

## Faixas
Todas as músicas foram escritas por Joey Ramone, entre 1977 e 2000.
| N.º | Título                                            | Compositor(es) | Duração |  |
| 1.  | "Rock'n'Roll Is The Answer"                       | Joey Ramone    | 4:39    |  |
| 2.  | "Going Nowhere Fast"                              | Joey Ramone    | 4:27    |  |
| 3.  | "New York City"                                   | Joey Ramone    | 3:31    |  |
| 4.  | "Waiting For That Railroad"                       | Joey Ramone    | 4:45    |  |
| 5.  | "I Couldn't Sleep"                                | Joey Ramone    | 2:35    |  |
| 6.  | "What Did I Do To Deserve You?"                   | Joey Ramone    | 2:52    |  |
| 7.  | "Seven Days of Gloom"                             | Joey Ramone    | 3:57    |  |
| 8.  | "Eyes of Green"                                   | Joey Ramone    | 2:25    |  |
| 9.  | "Party Line"                                      | Joey Ramone    | 3:04    |  |
| 10. | "Merry Christmas (I Don't Want To Fight Tonight)" | Joey Ramone    | 4:20    |  |
| 11. | "21st Century Girl"                               | Joey Ramone    | 3:20    |  |
| 12. | "There's Got To Be More Life"                     | Joey Ramone    | 3:13    |  |
| 13. | "Make Me Tremble"                                 | Joey Ramone    | 3:17    |  |
| 14. | "Cabin Fever"                                     | Joey Ramone    | 3:42    |  |
| 15. | "Life's A Gas"                                    | Joey Ramone    | 2:00    |  |